# Charlie Johnson
Charlie Johnson, geboren als Charles Wright Johnson (Philadelphia, 21 november 1891 – New York, 13 december 1959), was een Amerikaanse jazzpianist en orkestleider.

## Biografie
Johnson leidde van 1925 tot 1935 het ensemble The Paradise Ten, dat speelde in Small's Paradise in Harlem en tussen 1925 en 1929 veertien nummers opnam op plaat met o.a. de zangeres Monette Moore. Ofschoon Johnson een bekwaam pianist was, speelde hij bij zijn opnamen zelden solo. Bij het ensemble behoorden enkele belangrijke muzikanten uit die tijd, zoals de trompettisten Jabbo Smith, Leonard Davis, Sidney De Paris en Thomas Morris, de trombonisten Charlie Irvis en Jimmy Harrison, de altsaxofonisten Benny Carter en Edgar Sampson en tenorsaxofonist Benny Waters, die ook fungeerde als arrangeur. Bovendien behoorden Gus Aiken (1928–1930), Herman Autrey (1933/34), contrabassist Billy Taylor (1927/29), Frankie Newton (1933–35) en Dicky Wells tot Johnsons formatie.
Johnson leidde het ensemble tot 1938, waarna hij werkte als zelfstandig muzikant in verschillende formaties. Tijdens de jaren 1950 trok hij zich wegens gezondheidsklachten terug uit de muziekbusiness.
De auteurs Rex Harris en Brian Rust telden in hun boek Recorded Jazz: A Critical Guide Charlie Johnsons opnamen tot de beste van de Harlem jazz eind jaren 1920.

## Discografie
- 1925-1929: The Complete Charlie Johnson Sessions (Hot'n'Sweet)